# Tour Réservoir Plein Ciel
La Tour Réservoir Plein Ciel était un immeuble de logement situé à Saint-Étienne, dans le quartier de Montreynaud, classé en zone urbaine sensible. Elle culminait à 63 mètres de haut (92 avec l'antenne).
La tour avait été construite en 1973 par l'architecte Raymond Martin, l'antenne de 63 mètres de haut reste jusqu'en août 1992 avant son retour en septembre 1996, afin de répondre à la demande considérable en logements. Elle était considérée comme un symbole du quartier. Visible de loin, elle permettait de repérer le quartier dans la ville.
Sa destruction a été effectuée le 24 novembre 2011 à 10 h 45 par foudroyage, après le vote majoritaire (73 %) en faveur.